# Биљана Миловановић Живак
Биљана Миловановић Живак (Пожаревац, 1972) српска је књижевница. Професорка је српског језика и књижевности у Пожаревачкој гимназији.

## Биографија
Дипломирала је Српски језик и књижевност са општом књижевношћу на Филолошком факултету у Београду. Била је дугогодишњи уредник књижевног часописа Браничево.
Студија под називом „Смисао писања у новом веку или Да ли ће интернет убити књигу?” коју је радила у друштву пет аутора са Балкана, објављена је 2015. у Холандији на енглеском језику.
Заступљена је у неколико зборника и антологија. Добитник је више међународних и домаћих књижевних награда, као и награда за уреднички рад и рад у култури. Превођена је на енглески, грчки, француски, немачки, македонски, словеначки, руски, украјински и румунски језик.

## Дела
- Збирка приповедака „Два дана без Марте”(2007)[5]
- Збирка приповедака „Лосос плови узводно”(2013)[6]
- Драма „Непотребни трач” (2012)[7]
- Студија „Смисао писања у новом веку или Да ли ће интернет убити књигу?”, група аутора (2015)
- Збирка песама „А где сам ја, и зашто ту?” (2017)[8]
- Збирка песама „Лирско копиле и баба-тетке”(2019)[9]
- Збирка песама „Грмљавина је дуго трајала” (2020)[10]